# 超級機器人大戰R
《超級機器人大戰R》是萬普於2002年8月2日在Game Boy Advance上發售的超級機器人大戰系列遊戲，是GBA被推出的超級機器人大戰系列的第2作品。簡稱「機戰R」「SRWR」。2007年，此作品被移植到日本品牌手機FOMA上。
宣傳詞為「新世代，覺醒吧。」

## 概要
本作是本作超級機器人大戰系列在Game Boy Advance發售的第2作。全37話／51關。標題的「R」是指「Reversal」。
本作也是歷代機戰 唯一一款高達“平成三部曲” 同時參戰。
本作特徵，是不少1990年代製作的機器人動畫參戰。特別是與GUNDAM、魔神Z並列常時參戰的蓋特系列，本作首次交換作OVA版參戰。

## 簡介
正在月面基地替新型機「艾克薩蘭斯」進行實戰測試的主角、拉吉（ラージ）、瑞穗（ミズホ）3人，突然受到不明的敵人「杜米納斯（デュミナス）」的介入，及後被連邦軍的戰艦和「撫子B」所救。主角們因而與他們共同作戰，卻再次受到杜米納斯的襲撃，導致艾克薩蘭斯的「時流引擎」（時流エンジン）暴走。主角3人與機体回到「5年前的世界」……。

## 登場作品

### 一覽
★標誌為系列作初參戰作品、☆標誌為在攜帶機中的初參戰作品
- 無敵鋼人泰坦3（無敵鋼人ダイターン3）
- 無敵超人珍寶3（無敵超人ザンボット3）
- ★GEAR戰士電童（GEAR戦士電童）
- 超力電磁俠（超電磁ロボ コン・バトラーV）
- V型電磁俠（超電磁マシーン ボルテスV）
- 無敵鐵金剛（マジンガーZ）
- 金剛大魔神（グレートマジンガー）
- 機動戰艦撫子（機動戦艦ナデシコ）
- ★劇場版 機動戰艦撫子 -The prince of darkness-（劇場版 機動戦艦ナデシコ -The prince of darkness-）
- ★真蓋特機器人對NEO蓋特機器人（真ゲッターロボ対ネオゲッターロボ）
- 機動戰士Z GUNDAM（機動戦士Ζガンダム）
- 機動戰士GUNDAM ZZ（機動戦士ガンダムΖΖ）
- 機動戰士GUNDAM 逆襲的夏亞（機動戦士ガンダム 逆襲のシャア）
- 機動武鬥傳G GUNDAM（機動武闘伝Gガンダム）
- 新機動戰記GUNDAM W 無盡的華爾茲（新機動戦記ガンダムW Endless Waltz）
- ☆機動新世紀GUNDAM X（機動新世紀ガンダムX）
- 萬普原創（バンプレストオリジナル）

### 解說
初參戰作品有《劇場版 機動戰艦撫子 -The prince of darkness-》、《真蓋特機器人對NEO蓋特機器人》、《GEAR戰士電童》3作。另外《機動新世紀GUNDAMX》是攜帶機中初參戰。
本作的原創機体，《劇場版 機動戰艦撫子 -The prince of darkness-》有大豪寺·凱専用的超級艾斯特巴利斯登場。

### 封面登場機體
- 艾克薩蘭斯·前鋒（萬普原創）
- （V型電磁俠）
- 艾斯特巴利斯（OG Frame·明人機）（機動戰艦撫子）
- GEAR戰士電童（GEAR戰士電童）
- GUNDAMDOUBLE X（機動新世紀GUNDAMX）
- NEO蓋特1（真蓋特機器人對NEO蓋特機器人）

## 原創角色
本作可以選主角的性別，機體方面只有艾克薩蘭斯一部。另外所有角色的聲優均為OG版本登場。
勞爾·古雷登（聲優：井上剛）
選擇男性時的預設名字。於《OG》中則與菲歐娜為兄妹關係。
菲歐娜·古雷登（聲優：增田由紀）
選擇女性時的預設名字。於《OG》中則與勞爾為兄妹關係。
拉吉·蒙托亞（聲優：荻原秀樹）
時流引擎的開發負責人，為了完成這個由被學會開除的父親開始的夢想而努力著。
齊木 瑞穗（聲優：鈴木茉莉子）
艾克薩蘭斯的開發者，與拉吉合作將時流引擎搭載在艾克薩蘭斯上。

## 工作人員
出品人
菊池博
寺田貴信
じっぱひとからげ
森住惣一郎
導演
赤羽仁
劇本
一二三四郎
原創人物設計
白川紋子
糸井美帆
原創機體設計
大輪充
藤井大誠

## 外部連結
- 超級機械人大戰i（超級機械人大戰官方網站） （页面存档备份，存于）
- 超級機械人大戰R（超級機械人大戰官方網站） （页面存档备份，存于）